# Mătase

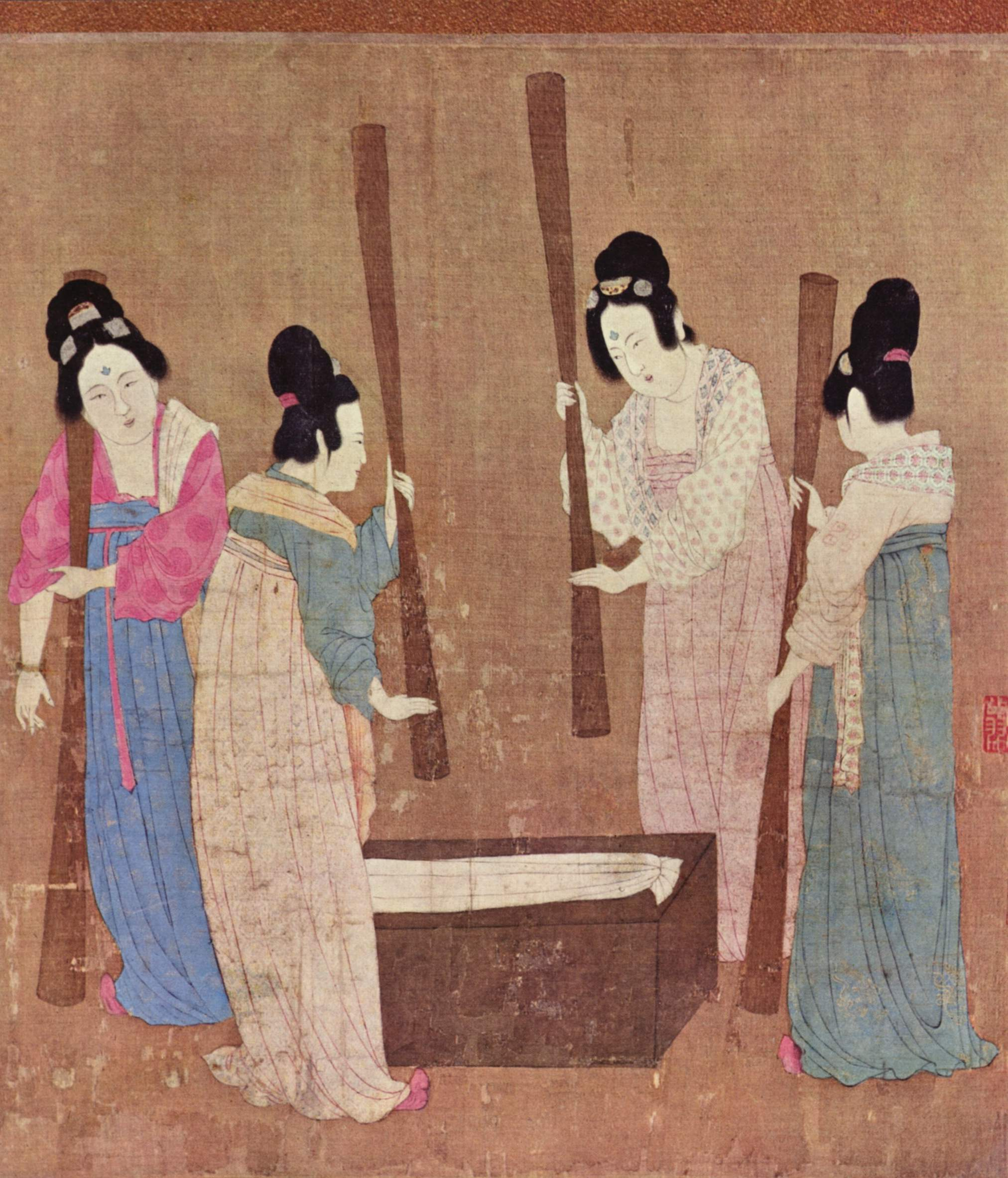
Femei care „bat” mătase (sec. XVI)

Mătasea este o țesătură textilă fină.
Mătasea naturală provine din firul produs în faza de cocon, de fluturele de mătase  (Bombyx mori). Mătasea provine din China ea fiind una dintre principalele mărfuri aduse din Asia Orientală. După ea a fost denumită și calea comercială Drumul Mătăsii care lega China, Japonia și India de Europa.